# Rik Mulders
Rik Mulders Den Bosch, (6 augustus 2000) is een Nederlands voetballer die als verdediger speelt. Op 23 juli 2025 verruilde hij FC Den Bosch voor SC Cambuur

## Carrière
Rik Mulders speelde in de jeugd van FC Den Bosch, waar hij tot 2019 in Jong FC Den Bosch speelde. Hij debuteerde in het eerste elftal van Den Bosch op 23 augustus 2019, in de met 1-1 gelijk gespeelde thuiswedstrijd tegen FC Eindhoven. Mulders kwam in de drieënzeventigste minuut, als middenvelder, in het veld voor Ruben Rodrigues.
Op 26 maart 2023 maakte Mulders, inmiddels omgeturnd tot wingback, zijn eerste doelpunt voor FC Den Bosch. Uit bij Heracles Almelo (3-2) maakte de Bosschenaar in de zevende minuut, op aangeven van Danny Verbeek, de 1-1. Aan het einde van seizoen 2023/24, op 10 mei, verlegde Mulders, met de aanvoerdersband om zijn arm, in het uitvak van het Jan Louwers Stadion van FC Eindhoven zijn contract met drie seizoenen, tot de zomer van 2027. In het seizoen 2024/25 was de verdediger vier maanden uit de running door een buikspierblessure. Op 6 april 2025 maakte hij als invaller zijn rentree in de thuiswedstrijd tegen datzelfde FC Eindhoven (2-2).
Op 23 juli 2025 tekende Mulders een contract voor drie seizoenen bij SC Cambuur.

### Statistieken
| Seizoen                   | Club           | Land           | Competitie     | Competitie | Competitie | Beker | Beker | Totaal | Totaal |
| Seizoen                   | Club           | Land           | Competitie     | Wed.       | Dlp.       | Wed.  | Dlp.  | Wed.   | Dlp.   |
| ------------------------- | -------------- | -------------- | -------------- | ---------- | ---------- | ----- | ----- | ------ | ------ |
| 2019/20                   | FC Den Bosch   | Nederland      | Eerste divisie | 6          | 0          | 0     | 0     | 6      | 0      |
| 2020/21                   | FC Den Bosch   | Nederland      | Eerste divisie | 22         | 0          | 1     | 0     | 23     | 0      |
| 2021/22                   | FC Den Bosch   | Nederland      | Eerste divisie | 30         | 0          | 1     | 0     | 31     | 0      |
| 2022/23                   | FC Den Bosch   | Nederland      | Eerste divisie | 34         | 1          | 2     | 0     | 36     | 1      |
| 2023/24                   | FC Den Bosch   | Nederland      | Eerste divisie | 32         | 2          | 1     | 0     | 33     | 2      |
| 2024/25                   | FC Den Bosch   | Nederland      | Eerste divisie | 20         | 1          | 1     | 0     | 21     | 1      |
| Carrièretotaal            | Carrièretotaal | Carrièretotaal | Carrièretotaal | 144        | 4          | 6     | 0     | 150    | 4      |
| Bijgewerkt op 10 mei 2025 |                |                |                |            |            |       |       |        |        |